# Maria Behrens
Maria Behrens (* 1963 in Emstek) ist eine deutsche Politikwissenschaftlerin. 

## Leben
Sie studierte an der Universität Osnabrück Sozialwissenschaften, promovierte 1998 an der FernUniversität Hagen im Bereich der Internationalen Beziehungen und habilitierte am 17. November 2004 (Gutachter: Georg Simonis, Susanne Lütz, Kees Van Der Pijl). Nach Lehrstuhlvertretungen an der Universität Kassel und an der Goethe-Universität erhielt sie 2008 den Ruf an die Universität Wuppertal.

## Schriften (Auswahl)
- als Herausgeberin mit Georg Simonis und Sylvia Meyer-Stumborg: Gentechnik und die Nahrungsmittelindustrie. Göttingen 1995, ISBN 3-531-12852-3.
- als Herausgeberin mit Georg Simonis und Sylvia Meyer-Stumborg: Gen food. Einführung und Verbreitung, Konflikte und Gestaltungsmöglichkeiten. Berlin 1997, ISBN 3-531-12852-3.
- Staaten im Innovationskonflikt. Vergleichende Analyse staatlicher Handlungsspielräume im gentechnischen Innovationsprozeß Deutschlands und den Niederlanden. Frankfurt am Main 2001, ISBN 3-631-36828-3.
- als Herausgeberin: Globalisierung als politische Herausforderung. Global Governance zwischen Utopie und Realität. Wiesbaden 2005, ISBN 3-8100-3561-0.